# 1822 (livro)
1822 - "Como um homem sábio, uma princesa triste e um escocês louco por dinheiro ajudaram D. Pedro a criar o Brasil - um país que tinha tudo para dar errado" - é um livro escrito por Laurentino Gomes, editado no Brasil pela Editora Nova Fronteira e em Portugal pela Porto Editora com um título: 1822 – Como um homem sábio, uma princesa triste e um escocês louco por dinheiro ajudaram D. Pedro a criar o Brasil – um país que tinha tudo para não resultar. A edição portuguesa sofreu igualmente alterações na sintaxe e ortografia (Acordo Ortográfico de 1945).

## Principais protagonistas
- Pedro I do Brasil
- José Bonifácio de Andrada e Silva (o homem sábio)
- Dona Leopoldina (a princesa triste)
- Lord Cochrane (o escocês louco por dinheiro)
- Marquesa de Santos (A marquesa)

## Sumário

Cena pictórica da Batalha do Jenipapo, uma das batalhas sangrentas pela independência do Brasil, ocorrida no Piauí, em 1823.

- O Embaixador 11
- Introdução
- O Grito 29
- O vendaval 43
- O pais improvável 55
- Os brasis de D. João 69
- As cortes 83
- De minas ao Ipiranga 99
- D. Pedro I 111
- A princesa triste 127
- O homem sábio 145
- A guerra 161
- Louco por dinheiro 173
- A Batalha do Jenipapo 187
- A Bahia 195
- O trono e a constituinte 209
- A confederação 225
- A maçonaria 237
- Os órfãos 249
- A marquesa 263
- O rei português 281
- Adeus ao Brasil 293
- A guerra dos irmãos 309
- O fim 323
- Bibliografia 331
- Índice onomástico 345

## Resumo
Quem observasse o Brasil em 1822 teria razões de sobra para duvidar de sua viabilidade como país. Na véspera de sua independência, o Brasil tinha tudo para dar errado. De cada três brasileiros, dois eram escravos, negros forros, mulatos, índios ou mestiços. O medo de uma rebelião dos cativos assombrava a minoria branca como um pesadelo. Os analfabetos somavam 99% da população. Os ricos eram poucos e, com raras exceções, ignorantes. O isolamento e as rivalidades entre as diversas províncias prenunciavam uma guerra civil, que poderia resultar na fragmentação territorial, a exemplo do que já ocorria nas colônias espanholas vizinhas. Para piorar a situação, ao voltar a Portugal, no ano anterior, o rei D. João VI, havia raspado os cofres nacionais. O novo país nascia falido. Faltavam dinheiro, soldados, navios, armas ou munições para sustentar uma guerra contra os portugueses, que se prenunciava longa e sangrenta. Nesta nova obra, o escritor Laurentino Gomes, autor do best-seller 1808, sobre a fuga da família real portuguesa para o Rio de Janeiro, relata como o Brasil de 1822 acabou dando certo por uma notável combinação de sorte, improvisão, acasos e também de sabedoria dos homens responsáveis pela condução dos destinos do novo país naquele momento de grandes sonhos e muitos perigos.
O Brasil de hoje deve sua existência à capacidade de vencer obstáculos que pareciam insuperáveis em 1822. E isso, por si só, é uma enorme vitória, mas de modo algum significa que os problemas foram resolvidos. Ao contrário. A Independência foi apenas o primeiro passo de um caminho que se revelaria difícil, longo e turbulento nos dois séculos seguintes. As dúvidas a respeito da viabilidade do Brasil como nação coesa e soberana, capaz de somar os esforços e o talento de todos os seus habitantes, aproveitar suas riquezas naturais e pavimentar seu futuro persistiram ainda muito tempo depois da Independência.
Convicções e projetos grandiosos, que ainda hoje fariam sentido na construção do país, deixaram de se realizar em 1822 por força das circunstâncias. José Bonifácio de Andrada e Silva, um homem sábio e experiente, defendia o fim do tráfico negreiro e a abolição da escravatura, reforma agrária pela distribuição de terras improdutivas e o estímulo à agricultura familiar, tolerância política e religiosa, educação para todos, proteção das florestas e tratamento respeitoso aos índios. Já naquele tempo achava ser necessária a transferência da capital do Rio de Janeiro para algum ponto da região Centro-Oeste, como forma de estimular a integração nacional. O próprio imperador Pedro I tinha ideias avançadas a respeito da forma de organizar e governar a sociedade brasileira. A constituição que outorgou em 1824 era uma das mais inovadoras da época, embora tivesse nascido de um gesto autoritário – a dissolução da assembleia constituinte no ano anterior. O imperador também era um abolicionista convicto, como mostra um documento de sua autoria hoje preservado no Museu Imperial de Petrópolis.
Nem todas essas dessas ideias saíram do papel, em especial aquelas que diziam respeito à melhor distribuição de renda e oportunidades em uma sociedade absolutamente desigual. O Brasil conseguiu se separar de Portugal sem romper a ordem social vigente. Viciada no tráfico negreiro durante os mais de três séculos da colonização, a economia brasileira dependia por completo da mão de obra cativa, de tal modo que a abolição da escravatura na Independência revelou-se impraticável. Defendida por homens poderosos como Bonifácio e o próprio D. Pedro I, só viria 66 anos mais tarde, já no finalzinho do Segundo Reinado. Em 1884, faltando cinco anos para a Proclamação da República, ainda havia no Brasil 1.240.806 escravos.
É curioso observar como todo o cenário da Independência brasileira foi construído pelos portugueses, justamente aqueles que mais tinham a perder com a autonomia da colônia. O Grito do Ipiranga foi consequência direta da fuga da corte portuguesa para o Rio de Janeiro, em 1808. Ao transformar o Brasil de forma profunda e acelerada nos treze anos seguintes, D. João tornou a separação inevitável. Ao contrário do que se imagina, porém, a ruptura resultou menos vontade dos brasileiros do que divergências entre os próprios portugueses. Segundo uma tese do historiador Sérgio Buarque de Holanda, já mencionada de passagem nos capítulos finais do livro 1808, a Independência foi produto de “uma guerra civil entre portugueses”, desencadeada na Revolução Liberal do Porto de 1820 e cuja motivação teriam sido os ressentimentos acumulados na antiga metrópole pelas decisões favoráveis ao Brasil adotadas por D. João.
Até as vésperas do Grito do Ipiranga, eram raras as vozes entre os brasileiros que apoiavam a separação completa entre os dois países. A maioria defendia ainda a manutenção do Reino Unido de Portugal, Brasil e Algarve, na forma criada por D. João em 1815. Foram o radicalismo e a falta de sensibilidade política das cortes constituintes portuguesas, pomposamente intituladas de “Congresso Soberano”, que precipitaram a ruptura. Portanto, os brasileiros apenas se aproveitaram das fissuras abertas na antiga metrópole para executar um projeto que, a rigor, ainda não estava maduro. De forma irônica e imprevista, Portugal completou o ciclo de sua criação nos trópicos: descoberto em 1500 graças ao espírito de aventura do povo lusitano, o Brasil foi transformado em 1808 em razão das fragilidades da coroa portuguesa, obrigada a abandonar sua metrópole para não cair refém de Napoleão Bonaparte; e, finalmente, tornado independente em 1822 pelas divergências entre os próprios portugueses.
Uma segunda tese de Sérgio Buarque de Holanda, aprofundada pela professora Maria Odila Leite da Silva Dias em A interiorização da metrópole e outros estudos, afirma que o sentimento de medo, fomentado pela constante ameaça de uma rebelião escrava, fez com que a elite colonial brasileira nas diversas províncias se mantivesse unida em torno da coroa. No Brasil de 1822 havia muitos grupos com opiniões diferentes a respeito da forma de organizar o jovem país independente, mas todos entravam em acordo diante do perigo de uma insurreição dos cativos – esta, sim, a grande preocupação que pairava no horizonte.
Dessa forma, o Brasil de 1822 triunfou mais pelas suas fragilidades do que pelas suas virtudes. Os riscos do processo de ruptura com Portugal eram tantos que a pequena elite brasileira, constituída por traficantes de escravos, fazendeiros, senhores de engenho, pecuaristas, charqueadores, comerciantes, padres e advogados, se congregou em torno do imperador Pedro I como forma de evitar o caos de uma guerra civil ou étnica que, em alguns momentos, parecia inevitável. Conseguiu, dessa forma, preservar os seus interesses e viabilizar um projeto único de país no continente americano. Cercado de repúblicas por todos os lados, o Brasil se manteve como monarquia por mais de meio século.
Como resultado, o país foi edificado de cima para baixo. Coube à pequena elite imperial, bem preparada em Coimbra e outros centros europeus de formação, conduzir o processo de construção nacional, de modo a evitar que a ampliação da participação para o restante da sociedade resultasse em caos e rupturas traumáticas. Alternativas democráticas, republicanas e federalistas, defendidas em 1822 por homens como Joaquim Gonçalves Ledo, Cipriano Barata e Frei Caneca, este líder e mártir da Confederação do Equador, foram reprimidas e adiadas de forma sistemática.
A Independência do Brasil é um acontecimento repleto de personagens fascinantes em que os papéis de heróis e vilões se confundem ou se sobrepõem o tempo todo – dependendo de quem os avalia. É o caso do escocês Alexander Thomas Cochrane. Fundador e primeiro almirante da marinha de guerra do Brasil, Lord Cochrane teve participação decisiva na Guerra da Independência ao expulsar as tropas portuguesas no Norte e Nordeste. De forma inescrupulosa, no entanto, saqueou os habitantes de São Luis do Maranhão e, por fim, roubou um navio do Império. Tudo isso o transformou em herói maldito da história brasileira. Outro exemplo é José Bonifácio, celebrado no sul como o Patriarca da Independência, mas às vezes apontado no Norte e no Nordeste como um homem autoritário e manipulador, que prejudicou essas regiões em favor das oligarquias paulista, fluminense e mineira, além de ter sufocado os sonhos democráticos e republicanos do período. De todos eles, no entanto, o mais controvertido é mesmo D. Pedro I. O príncipe romântico e aventureiro, que fez a independência do Brasil com apenas 23 anos, aparece em algumas obras como um herói marcial, sem vacilações ou defeitos. Em outras, como um homem inculto, mulherengo, boêmio e arbitrário. Seria possível traçar um perfil mais equilibrado do primeiro imperador brasileiro? Tentar decifrar o ser humano por trás do mito é uma tarefa encantadora no trabalho jornalístico apresentado neste livro-reportagem.

(L. Gomes, 2010)

## Ligações Externas
- Visualização da Obra no Google Livros